# Vladyslav Omeltsjenko
Vladyslav Omeltsjenko (Oekraïens: Владислав Омельченко) (Kryvy Rih, 1975) is een Oekraïense darter. 

## Carrière
Omeltsjenko maakte zijn debuut op een internationaal toernooi tijdens de WDF Europe Cup in 2018. Bij de individuele competitie werd hij in de eerste ronde uitgeschakeld. Een jaar later nam hij deel aan de WDF World Cup, waarop hij bij de individuele competitie strandde in de derde ronde. Het Oekraïense team, waarvan hij deel uitmaakte, versloeg in de landencompetitie Duitsland, voordat Slowakije te sterk bleek. Datzelfde jaar bereikte Omeltsjenko de kwartfinale van de Kiev Masters.
Door de Russische invasie van Oekraïne in 2022 kwam het Russische kwalificatietoernooi voor het PDC World Darts Championship te vervallen en werd er door de Professional Darts Corporation een Oekraïens alternatief opgezet. Omeltsjenko, die in het dagelijks leven werkzaam is in de mijnbouw, won deze door Volodymyr Zalevskyi met een score van 3-0 in sets te verslaan in de finale. Daarmee was hij de eerste Oekraïner ooit op het PDC World Darts Championship. In de eerste ronde van het WK werd hij uitgeloot tegen Engelsman Luke Woodhouse. Deze ontmoeting verloor hij met een uitslag van 0-3 in sets. Wel gooide hij een 143-finish en daarmee de hoogste uitgooi van de wedstrijd.
In juni 2023 was Oekraïne voor het eerst vertegenwoordigd op de World Cup of Darts. Omeltsjenko kwam samen met Ilya Pekaruk uit voor zijn land. In de groepsfase verloren zij van de duo's uit Noord-Ierland en Frankrijk.

## Resultaten op wereldkampioenschappen

### PDC
- 2023: Laatste 96 (verloren van Luke Woodhouse met 0-3)